# Donald "Duck" Dunn
Donald "Duck" Dunn (24. studenog 1941. – 13. svibnja 2012.) bio je američki basist, producent i skladatelj. Najpoznatiji je po radu s legendarnim sastavom The Blues Brothers. Jedan je od najplodovitijih studijskih glazbenika svih vremena, što je evidentno iz diskografije.

## Diskografija
| - Otis Redding (Pain in my heart, 1964) - Wilson Pickett (In the midnight hour, 1965) - Booker T & The MGs (Sould Dressing, 1965) - Otis Redding (Great Otis Redding Sings Soul Ballads, 1965) - Mar-Keys (Great Memphis Sound, 1966) - Booker T & The MGs (In the Christmas Spirit, 1966) - Otis Redding (Otis blue, 1966) - Wilson Pickett (Exciting Wilson Pickett, 1966) - Otis Redding (Soul Album, 1966) - Booker T & The MGs (And Now... Booker T & The MGs, 1966) - Guitar Showdown at the Dusk 'Til Dawn Blues Festival, 1966) - Eddie Floyd (Knock on wood, 1967) - Albert King (Born under a bad sign, 1967) - Otis Redding (Live in Europe, 1967) - The Mar-Keys/Booker T & The MGs (Back to Back, 1967) - Otis Redding & Carla Thomas (King & Queen, 1967) - Various Artists (Monterrey International Pop Festival, 1967) - Booker T & The MGs (Hip Hug-Her, 1967) - William Bell (Soul of a Bell, 1967) - Albert King (Blues for Elvis, 1968) - Otis Redding (Dock of the Bay, 1968) - Otis Redding (Immortal Otis Redding, 1968) - Various Artists (Soul Christmas, 1968) - Isaac Hayes (Presenting Isaac Hayes, 1968) - Booker T & The MGs (Uptight, 1968) - Booker T & The MGs (Best of Booker T & The MGs, 1968) - Booker T & The MGs (Doin' Our Thing, 1968) - Booker T & The MGs (Soul Limbo, 1968) - The Staples Singers (Soul Folk in Action, 1968) - Johnnie Taylor (Who's Making Love, 1968) - Booker T & The MGs (The Booker T. Set, 1969) - Albert King (King of the Blues Guitar, 1969) - Delaney & Bonnie (Home, 1969) - Mitch Ryder (The Detroit Memphis Experiment, 1969) - Muddy Waters (Fathers and sons, 1969) - Eddie Floyd (Rare Stamps, 1969) - Mavis Staples (Mavis Staples, 1969) - Otis Redding (Love Man, 1969) - Booker T & The MGs (Mclemore Avenue, 1970) - Otis Redding (Tell the Truth, 1970) - Booker T & The MGs (Melting Pot, 1971) - David Porter (Victim of the Joke?: An Opera, 1971) - Rita Coolidge (Rita Coolidge, 1971) - Ronnie Hawkins (The Hawk, 1971) - Albert King (Lovejoy, 1971) - Freddie King (Getting Ready, 1971) - Herbie Mann (Push Push, 1971) - Don Nix (Living by the Days, 1971) - Bill Withers (Just as I Am, 1971) - Jesse Ed Davis (Ululu, 1972) - Rance Allen (Straight From the Heart, 1972) - Freddie King (Texas Cannonball, 1972) - Doug Clifford (Cosmo, 1972) - Mel & Tim (Starting All Over Again, 1972) - Elvis Presley (Raised On Rock/For Ol' Times Sake, 1973) - MGs (The MGs, 1973) - Duane Allman (Anthology vol. 2, 1974) - Eddie Floyd (Soul Street, 1974) - Shirley Brown (Woman to Woman, 1974) - Muddy Waters (Muddy & The Wolf, 1974) - William Bell (William Bell, 1974) - John Prine (Common Sense, 1975) - Rance Allen (Soulful Experience, 1975) - Leon Russell (Will o' The Wisp, 1975) - Rod Stewart (Atlantic crossing, 1975) - Joan Baez (Gulf winds, 1976) - Carol Grimes (Carol Grimes, 1976) - Richie Havens (End of the Beginning, 1976) - Chris Hillman (Slippin' Away, 1976) - John Prine (Prime Prine, 1976) - Rod Stewart (A Night on the Town, 1976) - Leon Russell (Best Of Leon Russell, 1976) - Manhatten Transfer (Pastiche, 1976) - Mickey Thomas (As Long As You Love Me, 1976) - Sam & Dave (Back at 'Cha!, 1976) - Ritchie Havens (End of the Beginning, 1976) - Keith Christmas (Stories from the Human Zoo, 1976) - Joan Baez (Blowing away, 1977) - Shirley Brown (Shirley Brown, 1977) - Roy Buchanan (Loading zone, 1977) - Mickey Thomas (As long as you love me, 1977) - Levon Helm (Levon Helm & The RCO All Stars, 1977) - Albert King (The pinch, 1977) - Diana Ross (Baby it's me, 1977) - Manhattan Transfer (Pastiche, 1978) - Blues Brothers (Briefcase Full of Blues, 1978) - The Emotions (Sunshine, 1978) - Bruce Roberts (Bruce Roberts, 1978) - Billy Swan (Your OK, I'm OK, 1978) - Peter Frampton (Where I should be, 1979) - Tom Petty & The Heartbreakers (Damn The Torpedos, 1979) - Leo Sayer (Here, 1979) - Steve Cropper (Playing my Thang, 1980) - Blues Brothers (Made In America, 1980) - Bob Dylan (Shot of love, 1981) - The Staple Singers (This Time Around, 1981) - Tom Petty & The Heartbreakers (Hard promises, 1981) - Stevie Nicks (Bella Donna, 1981) - Eric Clapton (Money and Cigarettes, 1983) - Eric Clapton (Behind the sun, 1985) | - Wilson Pickett (Wilson Pickett's Greatist Hits, 1985) - Albert King (Best of Albert King Vol 1, 1986) - Booker T & The MGs (Best of Booker T & The MGs, 1986) - Various Artists (Atlantic Blues, 1986) - Jimmy Buffett (Hot Water, 1988) - Eric Clapton (Crossroads, 1988) - Soundtrack (The Great Outdoors, 1988) - Soundtrack (Roadhouse, 1989) - Legends Of Guitar (Electric Blues Vol.1, 1990) - Willie Dixon (The Chess Box, 1990) - Muddy Waters (Chess Box, 1990) - Stevie Nicks (Timespace: The Best of Stevie Nicks, 1991) - Johnnie Taylor (Who's Making Love, 1991) - Various Artists (Atlantic Rhythm & Blues 1947-1974, 1991) - Albert King (The Best of Albert King, Vol 1, 1991) - Booker T & The MGs (Hip Hug-Her, 1992) - Wilson Pickett (A Man and a Half: The Best of Wilson Pickett, 1992) - Booker T & The MGs (And Now... Booker T & The MGs, 1992) - Booker T & The MGs (Doin' Our Thing, 1992) - Blues Brothers (Definitive Collection, 1992) - Roy Buchanan (Sweet Dreams: The Anthology, 1992) - William Bell (Little Something Extra, 1992) - Rufus Thomas (Can't Get Away From This Dog, 1992) - Various Artists (Blues Masters Vol 1: Urban Blues, 1992) - Various Artists (Stax/Volt Review, Vol 3: Live In Europe - Hit The Road Stax, 1992) - Blues Masters Sampler (1993) - Otis Redding (Otis! The Definitive Otis Redding, 1993) - Bob Dylan (Bob Dylan 30th Anniversary Concert, 1993) - Various Artists (The Complete Stax-Volt Soul Singles Vol 2: 1968-1971, 1993) - John Prine (Great Days: The John Prine Anthology, 1993) - Albert King (The Ultimate Collection, 1993) - Wilson Pickett (In the Midnight Hour, 1993) - Roy Buchanan (Guitar on Fire, 1993) - Jerry Lee Lewis (All Killer, No Filler: The Anthology, 1993) - Otis Redding (Otis Redding Sings Soul, 1993) - Ruby Johnson (I'll Run Your Heart Away, 1993) - Freddy King (Hide Away: The Best of Freddy King) - Booker T & The MGs (The Very Best of Booker T & The MGs, 1994) - Booker T & The MGs (That's the Way It Should Be, 1994) - The Original Soul Christmas (1994) - Various Artists (Texas Music, Vol 1: Postwar Blues Combos, 1994) - Manhatten Transfer (Pastiche, 1994) - Carla Thomas (Gee Whiz: The Best Of Carla Thomas, 1994) - Bill Withers (The Best Of Bill Withers, 1994) - Sam & Dave (The Very Best Of Same & Dave, 1995) - Various Artists (Blues Masters Vol 1-5, 1995) - Various Artists (Jingle Bell Jam: Jazz Christmas Classics, 1995) - Various Artists (Original Sould Christmas, 1995) - David Porter (Victim of the Joke?, 1995) - Tom Petty & The Heartbreakers (Playback, 1995) - Muddy Waters (Goodbye Newport Blues, 1995) - Tony Joe White (Lake Placid Blues, 1995) - The Soul Children (Soul Children/Best Of Two Worlds, 1995) - Levon Helm (Levon Helm & The RCO All-Stars, 1996) - Albert King (The Blues Don't Change, 1996) - Rance Allen (Soulful Experience, 1996) - Freddie King (Getting Ready, 1996) - Taveres (Best of Taveres, 1996) - Various Artists (Mean Old World: The Blues from 1940 to 1994, 1996) - Carla Thomas (Love Means Carla Thomas/Memphis Queen, 1997) - Rance Allen (Let the Music Get Down in Your Soul, 1997) - John Fogerty (Blue Moon Swamp, 1997) - Yvonne Elliman (Best Of Yvonne Elliman, 1997) - Ray Charles (Genius & Soul: The 50th Anniversary Collection, 1997) - The Blues Brothers (Blues Brothers & Friends: Live from House of Blues, 1997) - Tinsley Ellis (Fire it up, 1997) - Boz Scaggs (My Time: The Anthology 1969-1997, 1997) - Leon Russell (Retrospective, 1997) - William Bell (Bound to Happen, 1997) - Otis Redding (Dreams to Remember: The Otis Redding Anthology, 1998) - Stevie Nicks (Enchanted: The Works of Stevie Nicks, 1998) - Booker T & The MGs (Time Is Tight, 1998) - Soundtrack (Vampires, 1998) - Albert King (The Very Best of Albert King, 1999) - Eric Clapton (Clapton Chronicles: Best of 1981-1999, 1999) - Crosby Stills Nash & Young (Looking Forward, 1999) - The Soul Children (Genesis/Friction, 1999) - The Blues Brothers (The Blues Brothers Complete, 2000) - Tom Petty & The Heartbreakers (Anthology: Through the Years, 2000) - Don Covay (Mercy, Mercy/Seesaw, 2000) - Eric Clapton (Money & Cigarettes, 2000) - Jerry Lee Lewis (Mercury Smashes... and Rockin' Sessions, 2000) - Eric Clapton (Best Of Eric Clapton [Import Bonus Tracks], 2000) - Neil Young (Road Rock Vol 1: Friends & Relatives, 2000) - Johnnie Taylor (Lifetime, 2000) - Bill Withers (Lean on Me: The Best of Bill Withers, 2000) - Eric Clapton (Unplugged/Clapton Chronicles, 2001) - Freddie King (Ultimate Collection, 2001) - Freddie King (Texas Cannonball, 2002) - Mavis Staples (Only for the Lonely, 2002) - Albert King (Born Under a Bad Sign, 2002) - Neil Young (Are You Passionate?, 2002) - William Bell (Soul of a Bell, 2002) - Sayer (Here, 2003) - Joan Baez (Complete A&M Recordings, 2003) - Booker T & The MGs (Soul Men, 2003) - Sountrack (Martin Scorsese Presents the Blues: A Musical Journey, 2003) - Jerry Lee Lewis (Southern Roots: Boogie Woogie Country Man, 2004) - Various Artists (Soul Comes Home: Celebration of Stax Records, 2004) - John Fogerty (Blue Moon Swamp, 2004) - Richie Havens (Dreaming As One: The A&M Years, 2004) |

## Vanjske poveznice
- (engl.) Službene stranice